# Понтий Аттик
По́нтий Атти́к (лат. Pontius Atticus) — римский политический деятель второй половины IV века.
О биографии Понтия Аттика сохранилось мало сведений. Возможно, он был потомком философа Флавия Аттика. В 374 году Аттик занимал должность должность корректора Лукании и Бруттия. Он носил также титулы vir illustris и vir clarissimus. По всей видимости, Аттик был языческим священнослужителем.